# 武隈部屋

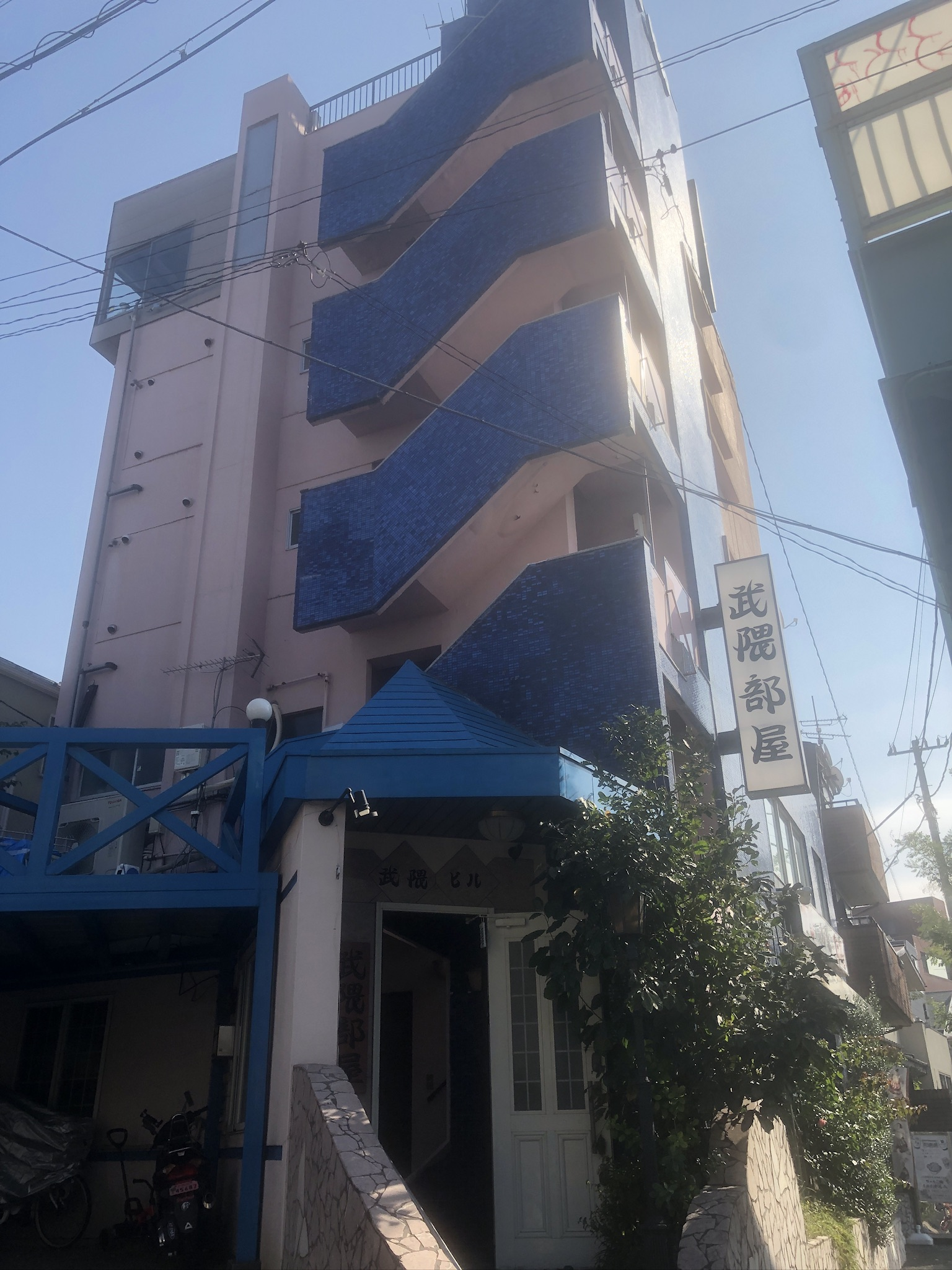
武隈部屋

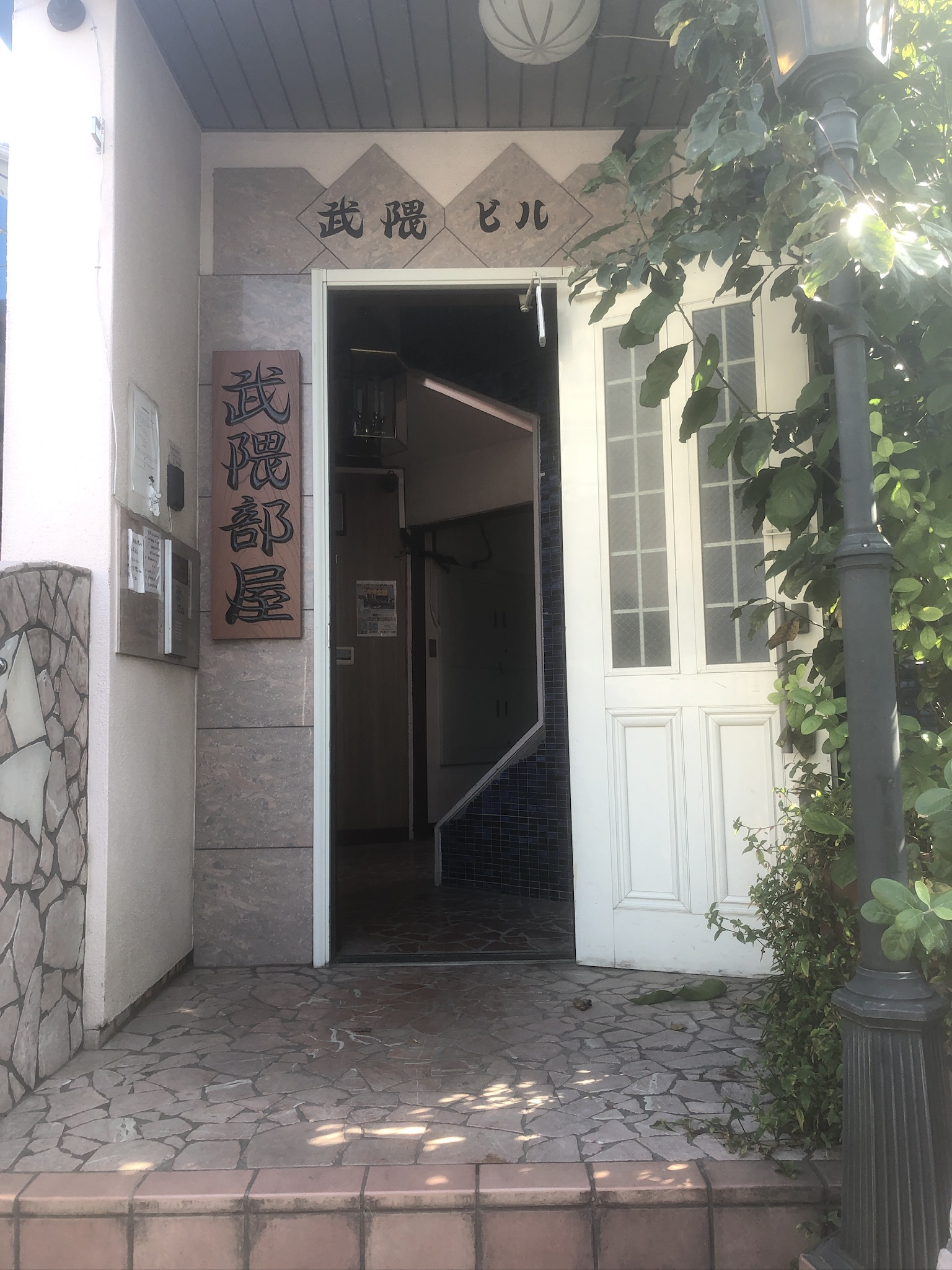
武隈部屋

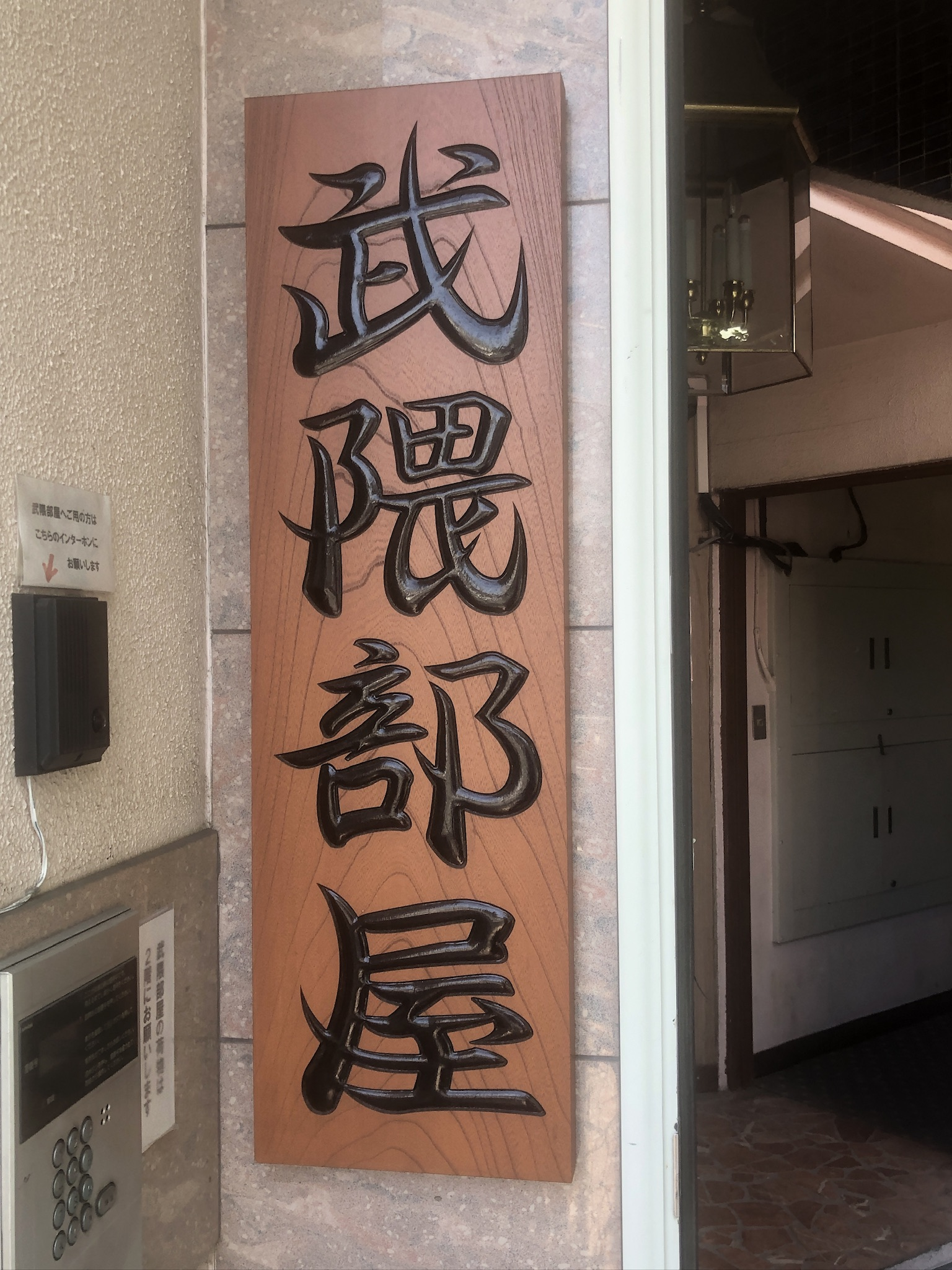
武隈部屋の看板

武隈部屋（たけくまべや）は、日本相撲協会に所属する出羽海一門の相撲部屋。

## 歴史
2020年（令和2年）1月場所限りで現役を引退した元大関・豪栄道は、14代武隈を襲名して境川部屋付きとして後進の指導に当たってきたが、2022年（令和4年）2月1日付で力士3人を連れて独立し、武隈部屋を創設した。
稀勢の里寛の二所ノ関部屋とともに一番若い（1986年生まれ）親方が率いる部屋である。

## 所在地
- 東京都大田区雪谷大塚町14-22
  - 東急池上線雪が谷大塚駅徒歩7分[2]

## 師匠
- 14代：武隈豪太郎（たけくま ごうたろう、大関・豪栄道、大阪）

## 力士

### 現役の関取経験力士
- 豪ノ山登輝（前2・大阪）14代弟子※境川部屋から移籍

## 旧・武隈部屋

### 3代・4代時代

#### 沿革
住ノ井甚助が部屋経営を始めたが、死去により所属力士は粂川部屋（後雷部屋に名称変更）に移籍した。その後移籍組の元十両常盤嵜礒吉が部屋を再興し、第6代横綱阿武松緑之助を育てる。が、師匠の死去により所属力士は雷部屋へ移籍することになった。その後、阿武松緑之助（当時親方）が独立して阿武松部屋を興したのでそちらへ移った。その中には大関手柄山繁右エ門や大関小柳常吉らがいた。

### 5代時代

#### 沿革
続いて、天保14年（1843年）10月に阿武松部屋の大関手柄山繁右エ門が二枚鑑札で襲名。部屋を興し幕内鬼面山谷五郎（後の第13代横綱）を育てるが安政5年（1858年）6月に死去。所属力士は鬼面山が引き取った。

### 7代・8代時代

#### 沿革
明治に入り、1885年（明治18年）5月より境川部屋の関脇手柄山勝司が二枚鑑札で襲名し部屋を興した。その後幕内芳ノ山夛治郎、黒雲雷五郎ら（後に脱走し、大阪相撲に加入）が育つが大成するのを見ることなく1889年（明治22年）5月に死去。その跡を元十両龍門鯉之介が継ぎ幕内不知火光右エ門（立川部屋へ移籍）を育てるが1922年（大正11年）5月に廃業した。

### 9代時代

#### 沿革
その後、出羽海部屋の元関脇両國勇治郎は1924年（大正13年）1月場所を最後に引退して9代目を襲名。1929年（昭和4年）1月独立して部屋を興すが4年後の1933年（昭和8年）1月部屋をたたんだ。その後1936年（昭和11年）1月に再度部屋を興す際、横綱武蔵山を伴おうとしたがかなわず師匠である6代出羽海とも確執が生じたため立浪一門へ転属する形になった。このためか、系統別総当りの制度下において、武隈部屋の力士は出羽海部屋の力士と対戦させられた。その後郷錦廣次、大泉隆司の2人の十両力士を育てたが、幕内力士を出すことはなく、結局1954年（昭和29年）5月に部屋を閉じた。

### 12代時代

#### 沿革
1999年（平成11年）2月に立浪部屋付きの親方だった12代武隈（元関脇・黒姫山）が設立。自身の息子2人（羽黒洋、羽黒國）を連れ立浪部屋から独立したが、新弟子を一切取らなかったこともあり、次男の羽黒國が引退した段階で所属力士がいなくなったため、2004年（平成16年）3月場所後に部屋を閉鎖。自身は同じ立浪→伊勢ヶ濱一門の友綱部屋に移籍、友綱部屋の部屋付き年寄となったのち、2013年（平成25年）11月場所限りで停年（定年）退職した。黒姫山の孫が豪栄道の境川部屋に入門して武隈部屋設立後も引き続き境川で活躍している。